# Catocala curvifasciata
Catocala curvifasciata là một loài bướm đêm trong họ Erebidae.